# غيلبرت غرووس
غيلبرت غرووس (بالفرنسية: Gilbert Gruss)‏ هو لاعب كاراتيه فرنسي، ولد في 10 فبراير 1943 في Algrange ‏ في فرنسا، وتوفي في 1 أكتوبر 2016.